# الدنمارك-النرويج
الدنمارك-النرويج (بالدنماركية وبالنرويجية: Danmark–Norge)، المعروف أيضًا باسم المملكة الدانو-نرويجية (Det dansk-norske riget) أو المملكتان التوأم (Tvillingrigerne)، كان اتحادًا حقيقيًا حديثًا متعدد الجنسيات ومتعدد اللغات تكون من مملكة الدنمارك، ومملكة النرويج (بما في ذلك الممتلكات النرويجية الخارجية: جزر فارو، وآيسلندا، وجرينلاند والممتلكات النرويجية)، ودوقية شلسفيغ ودوقية هولشتاين. ادعت الدولة السيادة على ثلاثة شعوب تاريخية: الفريزيون والغوتيون والونديون. كان لدى الدنمارك-النرويج عدة مستعمرات، وهي ساحل الذهب الدنماركي، وجزر نيكوبار، وسيرامبور، وتارانغمبادي والهند الغربية الدنماركية.
كان سكان الدولة أساسًا من الدنماركيين والنرويجيين والألمان، وشملوا أيضًا الفارويون والآيسلنديين والإنويت في الممتلكات النرويجية الخارجية، وأقلية شعب سامي في شمال النرويج، بالإضافة إلى شعوب أصلية أخرى. كانت المدن الرئيسية في الدنمارك-النرويج هي كوبنهاغن، وكريستيانيا (أوسلو)، وألتونا، وبرغن وتروندهايم، وكانت اللغات الرسمية الأساسية هي الدنماركية والألمانية، ولكن جرى التحدث أيضًا باللغة النرويجية والأيسلندية والفاروية والسامية والجرينلاندية محليًا.
في عام 1380، ورث أولاف الثاني ملك الدنمارك، الملقب بأولاف الرابع، مملكة النرويج، بعد وفاة والده هاكون السادس ملك النرويج، الذي كان متزوجًا من والدة أولاف مارغريتا الأولى. حكمت مارغريتا الأولى النرويج حتى وفاتها عام 1412. أسست الدنمارك والنرويج والسويد اتحاد كالمار عام 1397. وحل الاتحاد فعليًا بعد انسحاب السويد عام 1523. شكلت الدنمارك والنرويج منذ 1536/1537 اتحادًا شخصيًا تطور في النهاية إلى دولة متكاملة في عام 1660 سماها المؤرخون المعاصرون الدنمارك-النرويج، والتي يشار إليها أحيانًا باسم «المملكتين التوأم» أو «الملكية» أو ببساطة «صاحب الجلالة». كانت الدنمارك-النرويج قبل عام 1660 ملكية دستورية وانتخابية بحكم القانون وكانت سلطة الملك فيها محدودة نوعًا ما؛ أصبحت في ذلك العام واحدة من أكثر الملكيات المطلقة صرامة في أوروبا. استمر الاتحاد الدانو-نرويجي حتى عام 1814، عندما نصت معاهدة كيل على التنازل عن النرويج (باستثناء جزر فارو وأيسلندا وجرينلاند) للسويد. ولكن، لم تعترف النرويج بالمعاهدة، وقاومت بنجاح هذه المحاولة في الحرب السويدية النرويجية عام 1814. دخلت النرويج بعد ذلك في اتحاد شخصي أكثر مرونة مع السويد كواحدة من مملكتين متساويتين حتى عام 1905، عندما حل هذا الاتحاد وأصبحت كلتا المملكتين مستقلتين.  

## المستعمرات

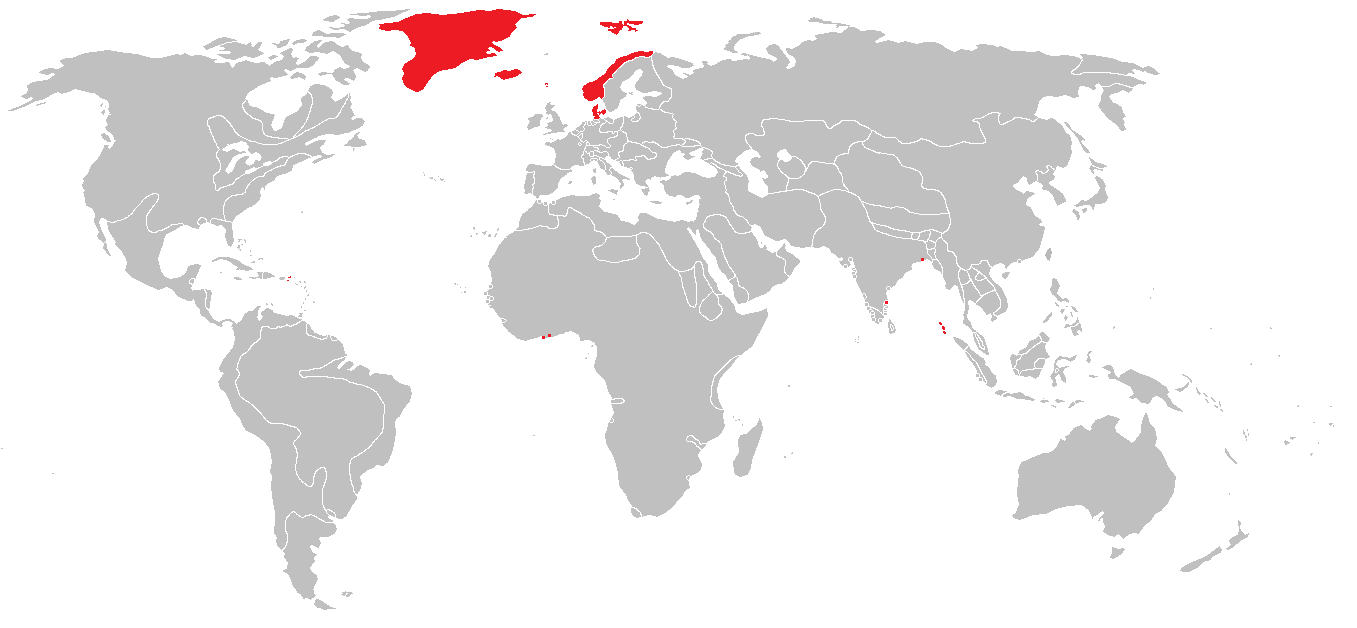
الدنمارك والنرويج وممتلكاتهما في عام 1800. وتمثل الحدود الدولية الأخرى الوضع في العقد الثاني من القرن الثامن عشر.

استمرت الدنمارك-النرويج طوال قيامها في الاستحواذ على أقاليم خارجية مختلفة. عنى هذا في وقت مبكر مناطق في شمال أوروبا وأمريكا الشمالية مثل إستونيا والممتلكات النرويجية لجرينلاند وجزر فارو وآيسلندا.
استحوذت المملكتان منذ القرن السابع عشر على مستعمرات في أفريقيا ومنطقة البحر الكاريبي والهند. بلغت أكبر مساحة للإمبراطورية نحو 2,655,564.76 كيلومتر مربع (1,025,319 ميل مربع).

### الهند
احتفظت الدنمارك-النرويج بالعديد من المستعمرات منذ القرن السابع عشر حتى القرن التاسع عشر في أجزاء مختلفة حول الهند. شملت المستعمرات بلدة ترانكيبار وسيرامبور. بيعت آخر مستوطنات سيطرت عليها إلى المملكة المتحدة في عام 1845. وبيعت الحقوق في جزر نيكوبار في عام 1869.

### منطقة الكاريبي
تمركزت الدنمارك-النرويج في جزر العذراء، وأنشأت الهند الغربية الدنماركية. كانت هذه المستعمرة واحدة من أكثر المستعمرات استمرارًا للدنمارك، حتى بيعت الولايات المتحدة في عام 1917. وأصبحت جزر العذراء الأمريكية.

### غرب أفريقيا
سيطرت الدنمارك-النرويج في منطقة غولد كوست في غرب إفريقيا بمرور الوقت على مستعمرات وقلاع مختلفة. بيع آخر الحصون المتبقية إلى المملكة المتحدة في عام 1850.

## الثقافة

### الاختلافات بين الدنمارك والنرويج
تألفت الدنمارك-النرويج بعد عام 1660 من أربعة أجزاء منفصلة رسميًا (مملكة الدنمارك، ومملكة النرويج، ودوقية هولشتاين ودوقية شلسفيغ). كان للنرويج قوانينها المنفصلة وبعض المؤسسات، وعملة وجيش منفصلان. أصبحت الدنمارك مهيمنة ثقافيًا وسياسيًا. في حين ظلت الدنمارك مجتمعًا زراعيًا إلى حد كبير، بدأ التصنيع في النرويج منذ القرن السادس عشر واعتمد اقتصادها بدرجة عالية على التصدير؛ جعلت صناعات الشحن والأخشاب والتعدين النرويجية من النرويج «الجزء المتقدم والصناعي من الدنمارك-النرويج» ومساوية اقتصاديًا للدنمارك. أصبحت الدنمارك-النرويج تكملان بعضهما البعض وتملكان تجارة داخلية ضخمة، إذ اعتمدت النرويج على المنتجات الزراعية الدنماركية وتعتمد الدنمارك على الأخشاب والمعادن من النرويج. كانت النرويج أيضًا الجزء الأكثر مساواة من المملكتين التوأم. امتلك الملك (أي الدولة) في النرويج جزءًا كبيرًا من الأرض، في حين هيمن كبار ملاك الأراضي النبلاء على الدنمارك. كان لدى الدنمارك مؤسسة شبيهة بالقنانة تُعرف باسم Stavnsbånd (ستانسبوند) والتي قيدت الرجال في العقارات التي ولدوا فيها؛ من ناحية أخرى، كان جميع المزارعين في النرويج أحرارًا، وتمكنوا من الاستقرار في أي مكان وكانوا في المتوسط أكثر ثراءً من المزارعين الدنماركيين. اعتبرت النرويج بالنسبة للعديد من الدنماركيين، الذين تمكنوا من مغادرة الدنمارك، مثل التجار وموظفي الخدمة المدنية، بلد الفرص المغرية. وانطبق الأمر نفسه على النرويجيين، إذ هاجر العديد من النرويجيين إلى الدنمارك، مثل المؤلف الشهير لودفيغ هولبرغ.

### اللغات
- الدنماركية - كانت اللغة السائدة المعترف بها رسميًا، والتي استخدمها معظم نبلاء الاتحاد، كانت أيضًا لغة الكنيسة في الدنمارك، والنرويج، وأيسلندا، وجرينلاند، وجزر فارو وأجزاء من شلسفيغ.
- الألمانية - معترف بها رسميًا، استخدمها أقلية من طبقة النبلاء، وكانت اللغة المنطوقة الرئيسية في هولشتاين وأجزاء من شليسفيغ. كانت الألمانية أيضًا لغة الكنيسة في هولشتاين وأجزاء من شلسفيغ.
- اللاتينية - شاع استخدامها في العلاقات الخارجية، وكانت شائعة كلغة ثانية بين بعض النبلاء.
- النرويجية - غير معترف بها رسميًا، واستخدمت غالبًا كلغة منطوقة في النرويج.
- الآيسلندية - غير معترف بها رسميًا، واستخدمت غالبًا كلغة منطوقة في أيسلندا.
- الفاروية - غير معترف بها رسميًا، واستخدمت غالبًا كلغة منطوقة في جزر فارو.
- لغة السامي - غير معترف بها رسميًا، واستخدمت غالبًا كلغة منطوقة في جزء من شمال النرويج.
- الجرينلاندية - غير معترف بها رسميًا، واستخدمت غالبًا كلغة منطوقة في جرينلاند.
- الفريزية الشمالية - غير معترف بها رسميًا، واستخدمت غالبًا كلغة منطوقة في بعض أجزاء شلسفيغ.

### الدين
كانت الدنمارك-النرويج من بين الدول التي اتبعت مارتن لوثر بعد الإصلاح البروتستانتي، وبالتالي حددت اللوثرية البروتستانتية دينًا رسميًا بدلًا من الرومانية الكاثوليكية. سادت اللوثرية البروتستانتية في معظم فترة حياة الاتحاد.
ولكن، كان هناك «إصلاح» ديني آخر في المملكة في أثناء حكم كريستيان السادس، أحد أتباع التقوية. أطلق على الفترة منذ عام 1735 حتى وفاته في عام 1746 لقب «تقوية الدولة»، إذ وضعت قوانين وأنظمة جديدة لصالح التقوية. على الرغم من أن التقوية لم تدم لفترة طويلة، لكن حدثت العديد من إحياءات التقوية الصغيرة الجديدة خلال الـ200 عام التالية. في النهاية، لم ترسخ التقوية كتجمع ديني دائم.